# 幻魔大戦 神話前夜の章
『幻魔大戦 神話前夜の章』（げんまたいせん しんわぜんやのしょう）は、石ノ森章太郎（当時は石森章太郎）による漫画。また、それを原作として作られたテレビアニメ。本項では、続編である『幻魔大戦 髑髏都市の章』（ - スカルシティのしょう）についても扱う。

## 概要
幻魔大戦シリーズは石ノ森章太郎が平井和正を原作者として共作で開始したシリーズであるが、共作となるのは第1作『幻魔大戦』とその続編『新幻魔大戦』までで、それ以降はそれぞれ別々に作品を執筆している。
本作は、『月刊リュウ』に1979年5月号から1981年11月号まで連載された。「神話前夜の章」の副題は第5話以降は省かれ、単に『幻魔大戦』として、「髑髏都市の章」に当たる部分まで含めて連載されている。単行本化の際に「神話前夜の章」「髑髏都市の章」の2章に区分され、全4巻のうち第4巻の途中からが「髑髏都市の章」となる。また、2009年の文庫化の際には全編の副題として「神話前夜の章」が付された。
幻魔大戦シリーズ中、石ノ森が描いた最後の作品であり、幻魔に征服された先の未来ではあるものの、最も後の時代を描いた作品でもある。なお、同じ1979年に平井は『真幻魔大戦』の執筆を開始しており、世界観を何度か変更しているものの、その後もシリーズ作品を執筆している。
『幻魔大戦 神話前夜の章』のタイトルで、2002年にテレビアニメ化された。

## あらすじ

### 神話前夜の章
舞台は、月を落とされ壊滅した後の地球。文明を失ったヒトは原始的な生活を送り、その管理は知性を持つ獣人が行っていた。マ王を称する幻魔司政官は、己の血を受け継いだ子をヒト類に生ませるという不可解な行動を続けていた。
ヒト族の娘ノンは、マ王との間に生まれた双子ルーフとジンを連れ、幻魔宮から逃げるが、ヌーにルーフを奪い返されてしまう。ルーフとジンは、互いを知らぬまま様々な経験を重ね、運命が2人を引き合わせると、やがて倒すべき父親の幻魔に戦いを挑む。

### 髑髏都市の章
兄弟として協力してマ王を追い詰めたルーフとジンであったが、過去の地球にタイムスリップしてしまう。しかし、この時代でも既にマ族＝幻魔は人間社会に深く広く浸透していた。ルーフ、ジン、ダーはこの時代の超能力者レイ、晶と巡り合うが、ほとんど何もすることなく核戦争が勃発、新たな仲間と共に、さらに過去の時代へとタイムスリップしてゆく。

## 登場人物
ルーフ
声 - 野島健児
マ王の子供。自分が人間（ノン）の血をひくことを知らなかった。マ族としての血が濃かったため、マ族の王子として育てられるが、ある日を境にマ族としての力を失ったため、王宮から追放される。その後、長い旅を経てジンと再会し、兄弟でマ王に挑むこととなる。
ジン
声 - 浪川大輔
主人公。マ王の子供であるが、ノンとともにヒト族の中で育つ。ルーフの双子の弟。ルーフとは誕生後まもなく生き別れたため、中盤まで双子の兄がいることを知らない。村では父親がわからなかったことから、差別を受けて育っていたが、母親が殺されたことで超能力を発現する。
マ王
声 - 清川元夢
マ族の王であり、幻魔軍の地球司政官。辺境の惑星に過ぎない上、戦闘能力の低い人間ばかりの地球に派遣されたことを嘆き、破壊本能を満たすために、ヒト族の女性に自らの種を仕込んでは自らの能力を受け継いだ子との戦いを楽しんでいた。
パロメ
声 - 平辻朝子
幻魔の王妃。ヒト族の女性を孕ませ続ける夫マ王の行動を「病気」と辟易しており、挙句に強引に血の繋がりのないルーフの養母にされ、故に彼に対する愛情は一切無く毛嫌いしていた。最終決戦の際に、凍結の能力で次々とルーフとジンの仲間たちを葬っていくが、最後はランと刺し違える形で戦死する。
ヌー
声 - 中博史
幻魔の将校ではあったが、ジンを擁護しようとしたために、マ王の怒りを買い狼の姿に変えられてしまう。
ノンとジンを殺される前に助け出し、以後陰ながら親子を見守る。村を出る際もジンについていくが、ダンに殺害される。
ミーナ
声 - 折笠富美子
動植物と話す力を持つヒト族の少女。旅の途中でルーフが知り合った女性。周囲をすべて滝に囲まれた村に住んでいるが、不思議な能力を持っていたため、村から追放され、村から離れたところに住んでいた。村の壊滅後はルーフと共に旅をするが、マ族との戦いで死亡する。
巨大ビルのコンピュータ
旧世界の遺物である巨大ビルの地下に設置されている巨大コンピュータ。波調の合ったヒト族の女性を「ヒミコ」として操り、人々を支配していた。ミーナをヒミコとして操ろうとするが、最終的にルーフの妨害で失敗、自爆して果てる。
ダン
声 - 高木渉
山奥に住み特殊能力を持ち、マ族の支配に抵抗する者達の集団とされている「ニンジャ」の長。だが「ニンジャ」の実態は、超能力を悪用して近辺の村から食料を奪い取るものであったため、ジンと対立、超能力合戦の末にジンに倒される。
ラン
声 - 貝塚珠美
「ニンジャ」の一員の女性。後に吐いた唾を火に変える能力を会得する。
ダー
声 - 有本欽隆
ダンとランの息子。ランを操ってジンを殺害しようとしたため、妊娠6か月でジンによって無理矢理母体から「引き出され」る（後に安全性の確保のためにランの胎内に戻る）。赤ん坊であるが、極めて高い知能と能力を持っている。ルーフとジンの仲間の中では、2人を除いて唯一最後まで生き延びている。
ノン
声 - 金月真美
ルーフとジンの母親。15歳の時、マ族に襲撃された村を救うため、自らマ王の手に落ち双子を産む。その後、子供たちを連れて村に戻るも、救ったはずの村人達から忌み嫌われて迫害され、さらにルーフを奪われ、村から離れた場所でジンとヌーと暮らす。後にマ族の刺客に殺害される。
ミミー
声 - 折笠富美子
ジンとルーフが出会った過去の地球の少女。
女性（ナミエ）
声 - 金月真美
マ王によって飛ばされた先の世界（1980年代の東京）に住んでいた女性。職業は会社員。ルーフ、ジン、ダーをわが子や弟のようにかわいがる。アニメ版ではナミエと呼ばれる。早くに夫と子供を亡くし、アパートに一人暮らししていた。
レイ
声 - 岡村明美
1980年代の東京に住んでいた、超能力をもった盲目の少女。祖母と2人で暮らしている。猫を操って物を見たり、未来を予知することができる。
晶（あきら）
声 - 千葉進歩
元は暴走族の一員であったが、ひょんなことからレイと知り合い、能力を覚醒していく。
松平宇瑠平
声 - 茶風林
小説家。霊感が強く、幻魔の存在を察知し、これを小説にしようとするが、スランプでさんざんストレスを溜め込んだ挙句、首を掻き切って死亡する（他殺の可能性あり）。実は彼の妻は人に擬態した幻魔であり、妻の力によって復活した後はその操り人形となってしまう。モデルは原作者の一人である平井和正。ちなみにルーフ達とは最後まで一切関わることはない。
アニメ版では、地上げを（幻魔がからんでいたがそれとは知らず）拒んだために、自宅に無人トラックが突っ込んできて妻（トシコと呼んでいる）や来訪中の編集者と共に死亡する。マコという一人娘がおり、性接待の要員として幻魔に利用される。

## 用語
マ族
本作での幻魔のこと。
ヒト族
本作での人間のこと。文明は退化し、マ族におびえながら暮らしている。同じく石ノ森の描いた『仮面ライダーBlack』などでも同様の演出が見られる。
幻魔宮
マ王やパロメの住むマ族の住処。
髑髏都市（スカル・シティ）
タイムスリップしたルーフとジンの落ちた町。

## テレビアニメ
テレビアニメ『幻魔大戦 神話前夜の章』は、2002年2月2日から5月11日までAT-Xにて放送された。

### スタッフ
- 原作 - 石ノ森章太郎
- 総監修 - 小野寺章
- スーパーバイザー - 早瀬マサト
- 監督 - 冨永恒雄
- シリーズ構成・脚本 - 上原正三
- キャラクターデザイン - 平山智
- 美術監督 - 中原英統
- 撮影監督 - 水上清太
- 音響監督 - 高橋秀雄
- 音楽 - 元倉宏
- ナレーション - 茶風林
- エグゼクティブプロデューサー - 円谷粲、柳沢隆行、町野洋一、成澤章
- プロデューサー - 有福幸子、尾川匠、今井朝幸、山本正孝、笠倉隆
- アニメーション制作 - イージー・フイルム
- 製作 - 幻魔大戦 -神話前夜の章-製作委員会（AT-X、MEDIA NET、グルーヴコーポレーション、円谷映像）

### 主題歌
オープニングテーマ「せつないうた」
作詞 - 幸也 / 作曲 - 一朗・幸也 / 編曲 - 一朗・JILS / 歌 - JILS
エンディングテーマ「月のシズク」
作詞 - 山野英明 / 作曲 - 元倉宏 / 編曲 - アマゼウス / 歌 - 桂亜沙美

### 各話リスト
| 話数   | サブタイトル             | 絵コンテ   | 演出       | 作画監督    |
| ------ | ------------------------ | ---------- | ---------- | ----------- |
| 第1話  | 幻魔の仔                 | 冨永恒雄   | 冨永恒雄   | 寺沢伸介    |
| 第2話  | ルーフとジン             | 古川政美   | 藤原潤     | 藤原潤      |
| 第3話  | 旅路の果て               | 江島泰男   | 西山明樹彦 | Kim Hee Kan |
| 第4話  | こんぴゅーたあ88         | 冨永恒雄   | 楠田悟     | 楠田悟      |
| 第5話  | 邪マニ忍ブモノ           | 前島健一   | 山田太郎   | 寺沢伸介    |
| 第6話  | ミーナの夢               | 小林一三   | 高橋照     | Kim Hee Kan |
| 第7話  | ヌーよ!                  | 西山明樹彦 | 伊集院明   | 菅井嘉浩    |
| 第8話  | 再会                     | 楠田悟     | 粟井重紀   | 楠田悟      |
| 第9話  | 父・マ王!                | 小林一三   | 羽生尚靖   | 関崎高明    |
| 第10話 | 髑髏都市（スカルシティ） | 高橋幸雄   | 高瀬節夫   | Kim Hee Kan |
| 第11話 | 真・幻魔王               | 李青鳳     | 上條修     | 村上勉      |
| 第12話 | 空から…                  | 冨永恒雄   | 中村賢太郎 | Kim jun Ho  |
| 第13話 | 母                       | 冨永恒雄   | 木村アキラ | Kim Hee Kan |

### 備考
- ビデオの売上は2万6千本[要出典]。